# Kabinett Erhard II
Das Kabinett Erhard II war die vom 26. Oktober 1965 bis zum 30. November 1966 amtierende deutsche Bundesregierung in der fünften Legislaturperiode.

## Abstimmung im Bundestag
| Wahlgang                                                    | Kandidat        | Kandidat                                       | Stimmen    | Stimmenzahl | Anteil | Koalitionspartei(en) | Koalitionspartei(en) | Koalitionspartei(en) | Koalitionspartei(en) |
| ----------------------------------------------------------- | --------------- | ---------------------------------------------- | ---------- | ----------- | ------ | -------------------- | -------------------- | -------------------- | -------------------- |
| 1. Wahlgang                                                 |                 | Ludwig Erhard parteilos, auf Vorschlag der CDU | Ja-Stimmen | 272         | 54,8 % |                      |                      |                      | CDU/CSU, FDP         |
| 1. Wahlgang                                                 | Nein-Stimmen    | Ludwig Erhard parteilos, auf Vorschlag der CDU | 200        | 40,3 %      |        |                      |                      |                      | CDU/CSU, FDP         |
| 1. Wahlgang                                                 | Enthaltungen    | Ludwig Erhard parteilos, auf Vorschlag der CDU | 15         | 3,1 %       |        |                      |                      |                      | CDU/CSU, FDP         |
| 1. Wahlgang                                                 | Ungültig        | Ludwig Erhard parteilos, auf Vorschlag der CDU | 0          | 0,0 %       |        |                      |                      |                      | CDU/CSU, FDP         |
| 1. Wahlgang                                                 | nicht abgegeben | Ludwig Erhard parteilos, auf Vorschlag der CDU | 9          | 1,8 %       |        |                      |                      |                      | CDU/CSU, FDP         |
| Damit wurde Ludwig Erhard wieder zum Bundeskanzler gewählt. |                 |                                                |            |             |        |                      |                      |                      |                      |

## Minister
| Amt oder Ressort                               | Bild                 | Name                                                                                  | Partei | Partei                           |
| ---------------------------------------------- | -------------------- | ------------------------------------------------------------------------------------- | ------ | -------------------------------- |
| Bundeskanzler                                  | Ludwig Erhard (1964) | Ludwig Erhard (1897–1977)                                                             |        | CDU oder parteilos bis März 1966 |
| Stellvertreter des Bundeskanzlers              |                      | Erich Mende (1916–1998) bis 27. Oktober 1966                                          |        | FDP                              |
| Stellvertreter des Bundeskanzlers              |                      | Hans-Christoph Seebohm (1903–1967) ab 27. Oktober 1966 mit der Wahrnehmung beauftragt |        | CDU                              |
| Auswärtiges                                    |                      | Gerhard Schröder (1910–1989)                                                          | CDU    |                                  |
| Inneres                                        |                      | Paul Lücke (1914–1976)                                                                | CDU    |                                  |
| Justiz                                         |                      | Richard Jaeger (1913–1998)                                                            |        | CSU                              |
| Finanzen                                       |                      | Rolf Dahlgrün (1908–1969) bis 27. Oktober 1966                                        |        | FDP                              |
| Finanzen                                       |                      | Kurt Schmücker (1919–1996) ab 27. Oktober 1966 mit der Wahrnehmung beauftragt         |        | CDU                              |
| Wirtschaft                                     |                      | Kurt Schmücker                                                                        | CDU    |                                  |
| Ernährung, Landwirtschaft und Forsten          |                      | Hermann Höcherl (1912–1989)                                                           |        | CSU                              |
| Arbeit und Sozialordnung                       |                      | Hans Katzer (1919–1996)                                                               |        | CDU                              |
| Verteidigung                                   |                      | Kai-Uwe von Hassel (1913–1997)                                                        | CDU    |                                  |
| Verkehr                                        |                      | Hans-Christoph Seebohm                                                                | CDU    |                                  |
| Post- und Fernmeldewesen                       |                      | Richard Stücklen (1916–2002)                                                          |        | CSU                              |
| Wohnungswesen und Städtebau                    |                      | Ewald Bucher (1914–1991) bis 27. Oktober 1966                                         |        | FDP                              |
| Wohnungswesen und Städtebau                    |                      | Bruno Heck (1917–1989) ab 27. Oktober 1966 mit der Wahrnehmung beauftragt             |        | CDU                              |
| Vertriebene, Flüchtlinge und Kriegsgeschädigte |                      | Johann Baptist Gradl (1904–1988)                                                      | CDU    |                                  |
| Gesamtdeutsche Fragen                          |                      | Erich Mende bis 27. Oktober 1966                                                      |        | FDP                              |
| Gesamtdeutsche Fragen                          |                      | Johann Baptist Gradl ab 27. Oktober 1966 mit der Wahrnehmung beauftragt               |        | CDU                              |
| Bundesrat und Länder                           |                      | Alois Niederalt (1911–2004)                                                           |        | CSU                              |
| Wissenschaftliche Forschung                    |                      | Gerhard Stoltenberg (1928–2001)                                                       |        | CDU                              |
| Familie und Jugend                             |                      | Bruno Heck                                                                            | CDU    |                                  |
| Wirtschaftliche Zusammenarbeit                 |                      | Walter Scheel (1919–2016) bis 27. Oktober 1966                                        |        | FDP                              |
| Wirtschaftliche Zusammenarbeit                 |                      | Werner Dollinger (1918–2008) ab 27. Oktober 1966 mit der Wahrnehmung beauftragt       |        | CSU                              |
| Schatz                                         |                      | Werner Dollinger                                                                      | CSU    |                                  |
| Gesundheitswesen                               |                      | Elisabeth Schwarzhaupt (1901–1986)                                                    |        | CDU                              |
| Angelegenheiten des Bundesverteidigungsrates   |                      | Heinrich Krone (1895–1989)                                                            | CDU    |                                  |
| Besondere Aufgaben Chef des Bundeskanzleramtes |                      | Ludger Westrick (1894–1990)                                                           | CDU    |                                  |

Nach der Bundestagswahl 1965 bildete Kanzler Erhard sein zweites Kabinett. Die Kabinettsbildung war durch die Affäre Huyn belastet. Ein Jahr später geriet die Koalition in eine schwere Krise; am 27. Oktober 1966 traten die FDP-Minister zurück. Daraufhin nominierte die Union am 10. November mit Kurt Georg Kiesinger einen neuen Kanzlerkandidaten. Erneute Koalitionsverhandlungen mit der FDP scheiterten; Teile der FDP befürworteten eine Koalition mit der SPD. Am 30. November 1966 trat Ludwig Erhard zurück.